# Lymantria sakaguchii
Lymantria sakaguchii is een vlinder uit de familie van de spinneruilen (Erebidae), onderfamilie donsvlinders (Lymantriinae). De wetenschappelijke naam van de soort is voor het eerst geldig gepubliceerd in 1927 door Matsumura.
Door Kishida is in 1995 gesteld dat L. sakaguchii een synoniem is van L. xylina. Daarover is echter twijfel, omdat volgens bronnen L. sakaguchii een veel beperkter arsenaal aan voedselplanten zou gebruiken, enkel soorten Casuarina.